# Sociálnědemokratická strana Německa
Sociálnědemokratická strana Německa (německy Sozialdemokratische Partei Deutschlands, zkratka SPD) je německá středolevicová politická strana, nejstarší a nejpočetnější strana v Německu a jedna z nejstarších až do současnosti existujících stran na světě.
Ačkoliv má strana své kořeny v dělnickém hnutí (je například členem Socialistické internacionály), mění se zejména od doby své účasti na západoněmeckých vládách ve stranu progresivní orientace. SPD má i svou organizaci pro mladé – členové mladší 35 let jsou organizováni jako Jusos (Mladí socialisté v SPD, německy Jungsozialisten in der SPD).
Spolupředsedy strany jsou od června 2025 Bärbel Bas a Lars Klingbeil.

## Historie

### Do vzniku republiky (1863–1919)
Strana za datum svého založení považuje 23. květen 1863, kdy byl v Eisenachu založen Ferdinandem Lassallem liberálnědemokratický Všeobecný německý dělnický spolek. V roce 1869 pak byl Augustem Bebelem přetvořen na Sociálnědemokratickou dělnickou stranu. Tzv. protisocialistickými zákony Otto von Bismarcka z roku 1878 byli socialisté zakázáni, především kvůli jejich prorevolučním a protimonarchistickým názorům. V roce 1890 byla však strana opět povolena a změnila své jméno na SPD.
V reakci na vyloučení z politického spektra byl nový Erfurtský program SPD z roku 1891 mnohem radikálnější než původní Gothajský program z roku 1875. Na přelomu století v SPD zuřil ideový boj mezi ortodoxním marxismem (Karl Kautsky a Rosa Luxemburgová) a revizionismem (Eduard Bernstein, Friedrich Ebert a Philipp Scheidemann). V roce 1903 byli sice revizionisté poraženi, ale jejich pozice stále sílila.
Síla socialistů postupně narůstala a v roce 1912 se stali nejsilnější stranou v parlamentu. Přesto však neměli žádný podíl na vládě. Jako jedna z nejsilnějších stran musela SPD převzít díl odpovědnosti za financování válečného úsilí Německa. To se stalo novým dělicím kritériem, když i někteří bývalí revizionisté (Bernstein) byli pacifisty. To vedlo k rozkolu v SPD, v jehož důsledku 4. dubna 1917 založila skupina vyloučených členů Nezávislou sociálně demokratickou stranu Německa (Unabhängige Sozialdemokratische Partei Deutschlands, USPD), jejíž předsedou se stal Hugo Hasse.

### Výmarská republika (1919–1933)
Po vzniku republiky se radikálnější část nezávislých sociálních demokratů oddělila od USPD a založila Komunistickou stranu Německa (Kommunistische Partei Deutschlands, KPD), která se později stala největším protivníkem sociálních demokratů. Během let 1919–1920 však zůstala hlavním oponentem SPD stále významnější USPD, která získala na úkor SPD 750 000 členů a srovnatelný volební výsledek. Během roku 1920 proběhla v USPD debata o vztahu ke Kominterně. V důsledku toho se od USPD oddělilo levé křídlo vedené Ernstem Thälmannem, které se sloučilo s KPD, a vznikla tak Sjednocená komunistická strana Německa (Vereinigte Kommunistische Partei Deutschlands, VKPD), z níž se později stala masová KPD. Většina ze zbývajících členů USPD se 24. září 1922 sloučila s SPD, dali tak vzniknout VSPD (Vereinigte Sozialdemokratische Partei Deutschlands, Sjednocená sociálnědemokratická strana Německa). Zatímco SPD byla součástí tzv. výmarské koalice podporující republikánské zřízení, komunisté se stavěli proti novému režimu.

### Nacistické období (1933–1945)
Po nástupu Adolfa Hitlera k moci byla strana v dubnu 1933 rozpuštěna. Její představitelé byli vězněni v koncentračních táborech. Část členů SPD bojovala ve španělské občanské válce.

### Poválečné období od roku 1945
Strana byla v roce 1945 obnovena ve všech okupačních zónách Německa. V sovětské zóně však byla pod nátlakem sloučena s Komunistickou stranou Německa (KPD) a z toho vzniklá Sjednocená socialistická strana Německa (SED) vládla v NDR pod sovětským vlivem až do roku 1989.

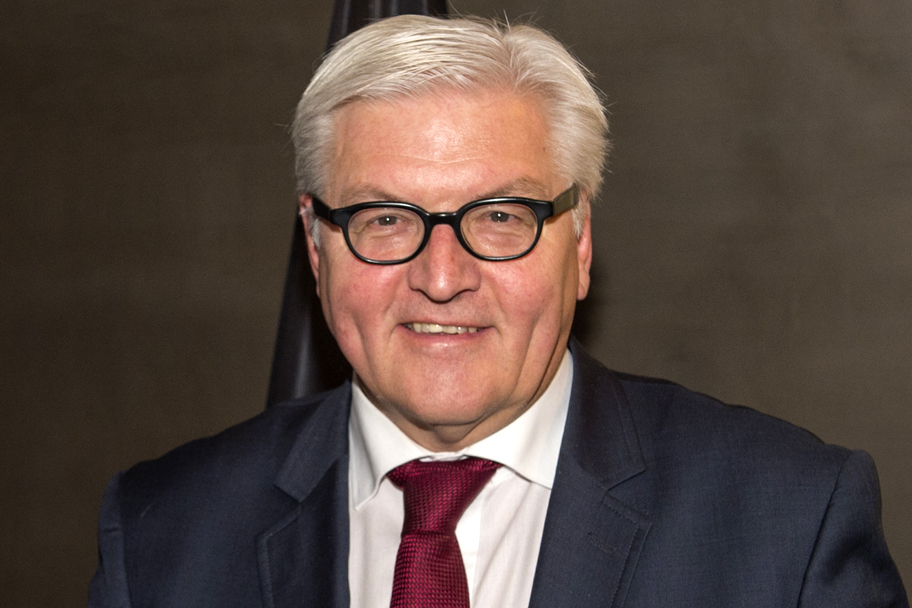
Frank-Walter Steinmeier se stal spolkovým prezidentem roku 2017

V Západním Německu byla SPD dlouhá léta v opozici. Z menšinové pozice jí pomohl obrat k reformismu a rozšíření záběru i mimo dělnickou třídu, jak je vyjádřil Godesberský program v roce 1959. V roce 1966 vstoupila s CDU a CSU do tzv. velké koalice. Ačkoliv nevyhrála volby, vytvořila v roce 1969 koalici s FDP a její předseda Willy Brandt se stal spolkovým kancléřem. Roku 1972 (poprvé od roku 1949) vyhrála volby a vládla až do roku 1982 v koalici s liberály. Po Brandtově odstoupení v roce 1974 se stal Helmut Schmidt druhým poválečným kancléřem z řad SPD. O tento úřad přišel v roce 1982, když FDP pod vedením ministra zahraničí Hanse-Dietricha Genschera změnila strany a dopomohla Helmutu Kohlovi k vedení vlády.
Znovu k moci se SPD na sedm let dostala až v roce 1998, v koalici se Zelenými se svým předsedou Gerhardem Schröderem jako kancléřem. Schröder ztratil tento úřad po těsné porážce v předčasných volbách v roce 2005 ve prospěch kancléřky Angely Merkelové. V letech 2005–2009 byla SPD zastoupena ve spolkové vládě ve velké koalici s CDU/CSU. Po volbách v roce 2009 přešla do opozice kvůli vítězství CDU/CSU a FDP. Nová příležitost pro účast na vládě se pro SPD naskytla po volbách v roce 2013, když se FDP nedostala do Spolkového sněmu. Ve třetí vládě Angely Merkelové obdržel tehdejší předseda SPD Sigmar Gabriel křeslo ministra hospodářství. Frank-Walter Steinmeier se stal nejprve ministrem zahraničí, začátkem roku 2017 spolkovým prezidentem.

#### Volby do Německého spolkového sněmu 2017
Ve volbách do Německého spolkového sněmu, jež se konaly dne 24. září 2017, se SPD, tehdy pod vedením předsedy Martina Schulze, umístila s neuspokojivým ziskem 20,5 % odevzdaných hlasů na druhém místě za CDU/CSU. Strana získala pouze 153 poslaneckých mandátů, podstatně méně než ve volbách v roce 2013.

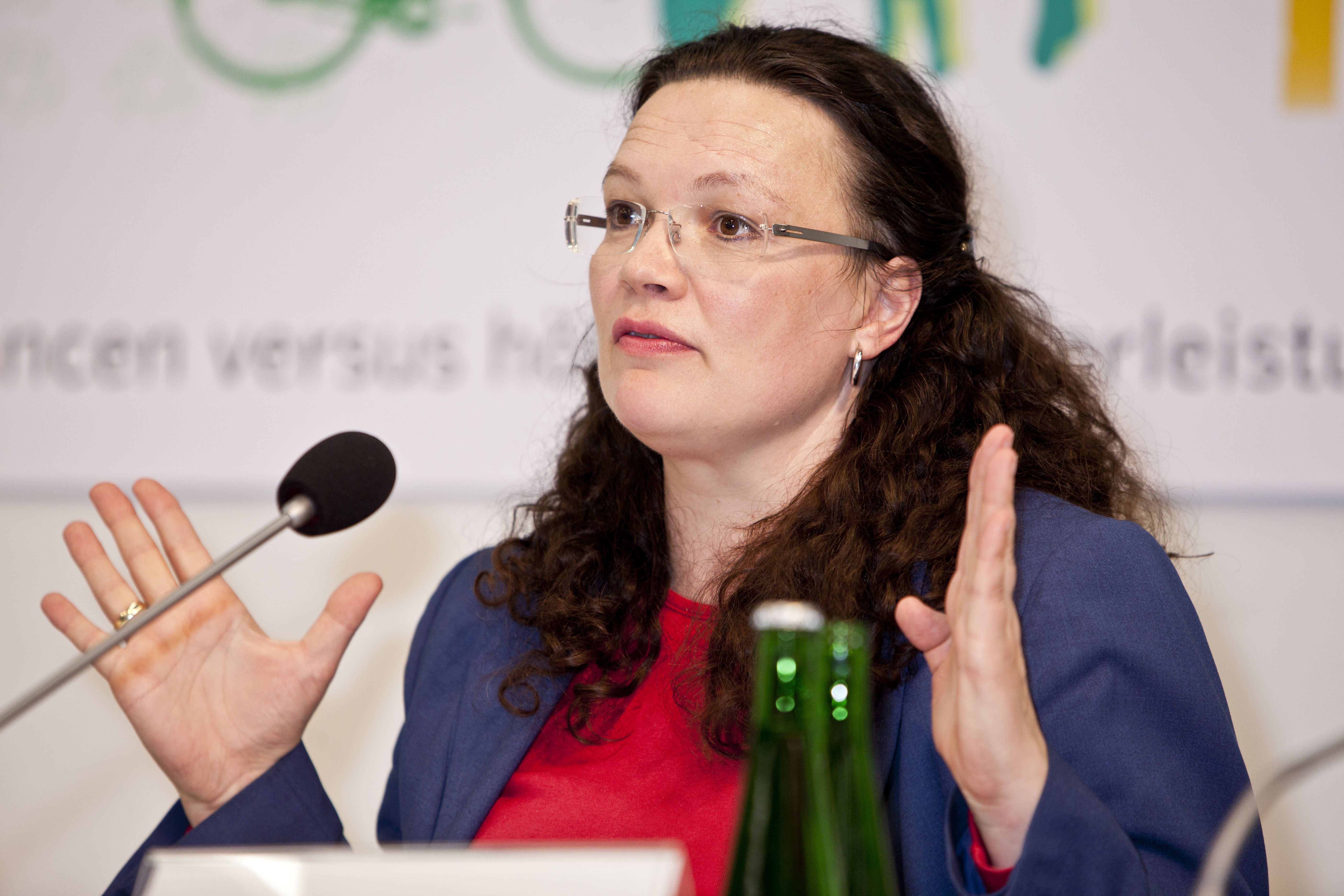
Andrea Nahlesová, předsedkyně SPD po sjezdu strany v dubnu 2018

Po volbách 2017 se SPD nejprve rozhodla odejít do opozice a nezúčastnit se jednání o nové vládní koalici s CDU/CSU. Na některých postech ve vedení strany byly brzy po parlamentních volbách provedeny personální změny. Mimo jiné byla do důležité funkce předsedkyně poslaneckého klubu ve Spolkovém sněmu a posléze 22. dubna 2018 také na post předsedkyně SPD zvolena Andrea Nahlesová. Ta byla až do svého zvolení předsedkyní poslaneckého klubu spolkovou ministryní práce a sociálních věcí; z tohoto úřadu poté odstoupila.
Po ztroskotání pokusu CDU/CSU o tzv. jamajskou koalici s FDP a Zelenými se však SPD rozhodla jinak, a sice přece jen pro tzv. „velkou koalici“ s křesťanskými stranami pod vedením úřadující kancléřky Angely Merkelové (Große Koalition, všeobecně zvaná Groko). Po dlouhém tzv. sondování o společném vládním programu dostalo vedení SPD od mimořádného sjezdu strany dne 21. ledna 2018 přes odpor více než 40 % delegátů, zvláště organizace Mladí socialisté pod vedením Kevina Kühnerta, svolení k vlastnímu jednání s CDU/CSU o programu, personálním obsazení ministerstev a dalších otázkách.

#### Situace SPD v roce 2018
V průzkumech volebních preferencí, konaných v průběhu roku 2018, poklesla SPD v celém Německu na zhruba 18 %, a později dokonce na 15 %, tedy na nejnižší stav ve své historii od roku 1945. Na podzim 2018 získala SPD v Bavorsku ve volbách do zemského sněmu pouze 9,8 % hlasů, ve volbách v Hesensku pak 19,8 %.

#### SPD součástí čtvrté vlády Merkelové

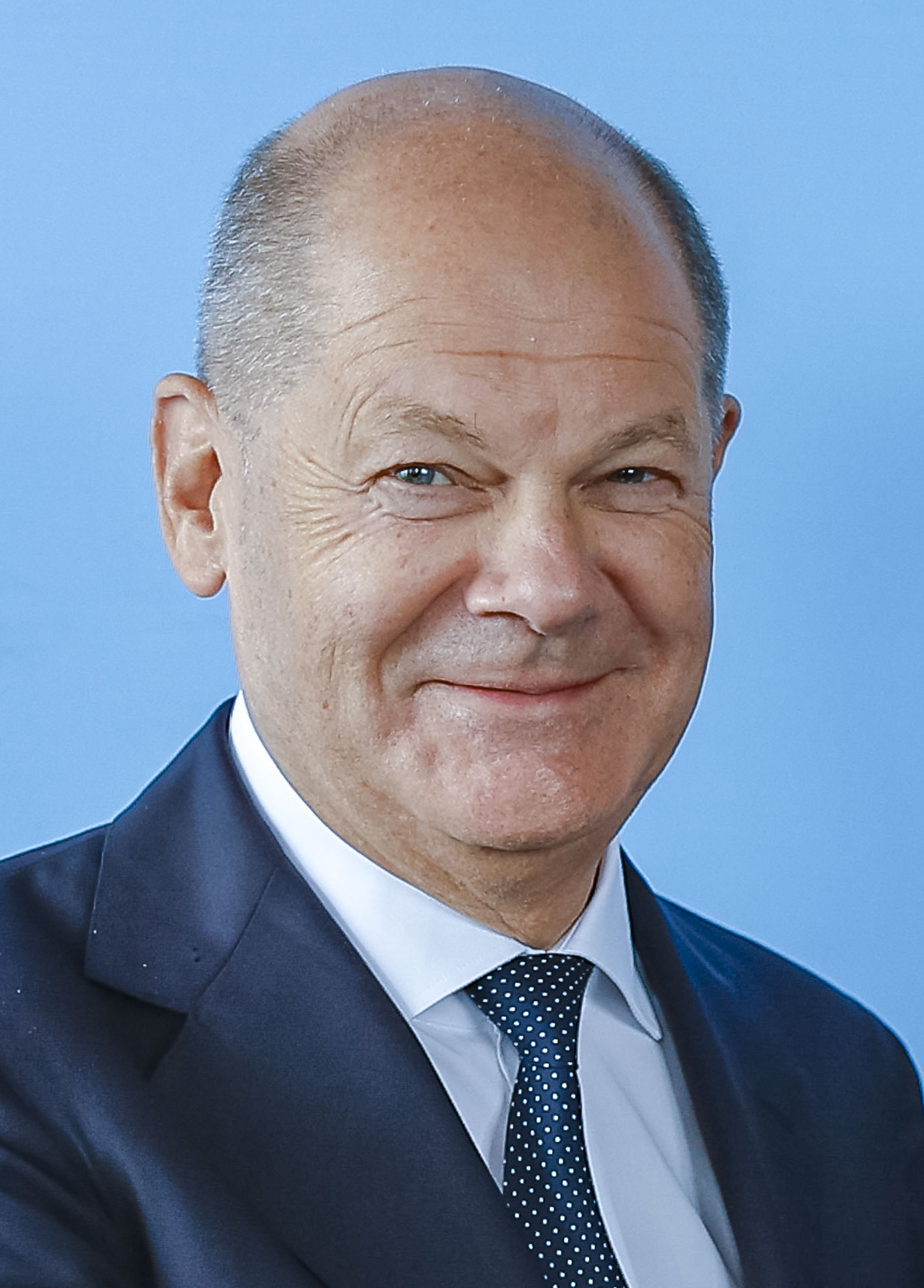
Olaf Scholz, ministr financí ve čtvrté vládě Merkelové a v letech 2021–2025 spolkový kancléř koaličního kabinetu

Dne 9. března 2018 oznámilo vedení SPD jména šesti osob, tří političek a tří politiků, které strana nominuje jako ministry ve čtvrté vládě Angely Merkelové. SPD pro sebe v jednáních s CDU/CSU získala důležité ministerstvo financí; tento ústupek byl považován za osobní neúspěch kancléřky Merkelové. Ministrem financí se stal Olaf Scholz, dosavadní primátor Hamburku. Poté, co dva potenciální kandidáti na post ministra zahraničí, Martin Schulz a Sigmar Gabriel, vypadli ze hry, se novým ministrem tohoto resortu stal Heiko Maas, dosavadní ministr spravedlnosti. Jeho resort převzala právnička a bývalá soudkyně Katarina Barley, která již byla členkou kabinetu Merkel III. Novými ministry a ministryněmi jsou Hubertus Heil, bývalý generální sekretář strany, jako ministr práce a sociálních věcí, Svenja Schulze jako ministryně životního prostředí a Franziska Giffey jako ministryně pro rodinu, seniory a mládež. Posledně jmenovaná žena je ve vrcholné politice zcela nová, má však politické zkušenosti jako starostka ve velmi problémové berlínské městské části Neukölln (330 000 obyvatel). Je zároveň jedinou osobou původem z bývalé Německé demokratické republiky, která je ministryní v celoněmecké vládě, nehledě na samotnou kancléřku Merkelovou.

#### Vítězství ve volbách 2021 a semaforová koalice
Ve volbách do Německého spolkového sněmu, jež se konaly dne 26. září 2021, SPD poprvé po řadě let zvítězila, když její kandidát na post kancléře Olaf Scholz v kampani i v televizních debatách porazil hlavního soupeře za CDU-CSU Armina Lascheta (Merkelová se o znovuzvolení již neucházela). Obě strany zároveň vyloučili další vládní spolupráci. Bezprostředně po volbách tak byl možný vznik tříčlenné vládní koalice složené z FDP, Zelených a SPD („Semafor“) nebo CDU („Jamajka“). V povolebních vyjednáváních byla nakonec úspěšnější SPD a Olaf Scholz se tak stal 9. kancléřem SRN. V listopadu 2024 se nicméně vládní koalice rozpadla.

## Politici SPD

### Kancléři

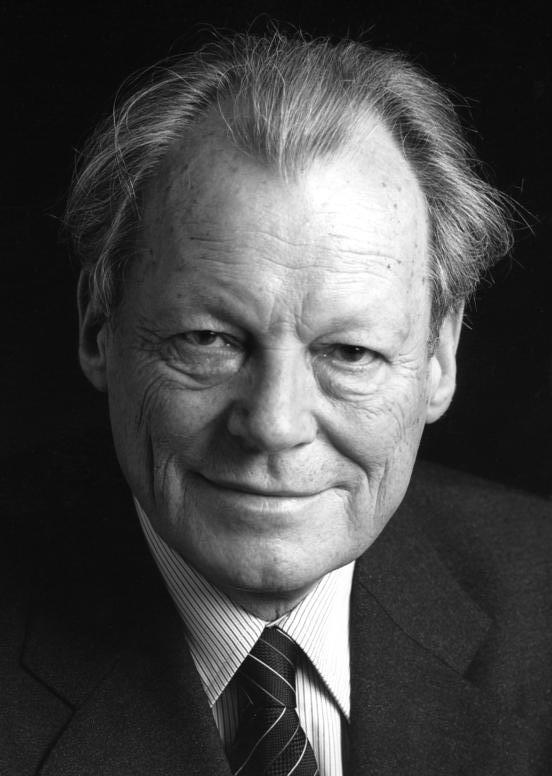
Spolkový kancléř Willy Brandt po svém odstoupení (1980)

- Friedrich Ebert – 1918
- Philipp Scheidemann – 1919
- Gustav Bauer – 1919–1920
- Hermann Müller – 1920 a 1928–1930
- Willy Brandt – 1969–1974
- Helmut Schmidt – 1974–1982
- Gerhard Schröder – 1998–2005
- Olaf Scholz – 2021–2025

### Prezidenti
- Friedrich Ebert – 1919–1925
- Gustav Heinemann – 1969–1974
- Johannes Rau – 1999–2004
- Frank-Walter Steinmeier – od 2017

## Volební výsledky

Podíl SPD ve druhém hlasování ve volbách do Spolkového sněmu v roce 2009

Volební výsledky od roku 1949
| Rok  | Počet % | Počet křesel | Kandidát na kancléře    |
| ---- | ------- | ------------ | ----------------------- |
| 1949 | 29,2 %  | 131          | Kurt Schumacher         |
| 1953 | 28,8 %  | 151          | Erich Ollenhauer        |
| 1957 | 31,8 %  | 169          | Erich Ollenhauer        |
| 1961 | 36,2 %  | 190          | Willy Brandt            |
| 1965 | 39,3 %  | 202          | Willy Brandt            |
| 1969 | 42,7 %  | 224          | Willy Brandt            |
| 1972 | 45,8 %  | 230          | Willy Brandt            |
| 1976 | 42,6 %  | 214          | Helmut Schmidt          |
| 1980 | 42,9 %  | 218          | Helmut Schmidt          |
| 1983 | 38,2 %  | 193          | Hans-Jochen Vogel       |
| 1987 | 37,0 %  | 186          | Johannes Rau            |
| 1990 | 33,5 %  | 239          | Oskar Lafontaine        |
| 1994 | 36,4 %  | 252          | Rudolf Scharping        |
| 1998 | 40,9 %  | 298          | Gerhard Schröder        |
| 2002 | 38,5 %  | 251          | Gerhard Schröder        |
| 2005 | 34,2 %  | 222          | Gerhard Schröder        |
| 2009 | 23,0 %  | 146          | Frank-Walter Steinmeier |
| 2013 | 25,7 %  | 193          | Peer Steinbrück         |
| 2017 | 20,5 %  | 153          | Martin Schulz           |
| 2021 | 25,7 %  | 206          | Olaf Scholz             |
| 2025 | 16,4 %  | 120          | Olaf Scholz             |